# Keeper (Buch)
Keeper ist ein Jugendroman des britischen Schriftstellers Mal Peet, der im Jahr 2003 vom Londoner Kinderbuchverlag Walker Books veröffentlicht wurde. Die deutsche Erstausgabe erschien 2006 beim Carlsen Verlag.

## Inhalt
El Gato, begnadeter Nationaltorhüter eines fiktiven südamerikanischen Landes, das soeben den Fußball-Weltmeisterschafts-Titel erobert hat, gibt dem Sportjournalisten Paul Faustino ein langes Exklusiv-Interview, in dem er diesem von seinem Werdegang zum Weltklasse-Torhüter berichtet.
Der junge El Gato wächst zusammen mit seinen Eltern, seiner Schwester und seiner Großmutter mitten im südamerikanischen Dschungel auf. Letztere erzählt gerne Geistergeschichten über den Regenwald, unter anderem über die ‚Wartenden Toten‘: Diese hätten sich etwas sehr stark gewünscht, das ihnen zu Lebzeiten verwehrt geblieben sei. Sie müssten darauf warten, dass ihr Wunsch doch noch in Erfüllung geht, um letztlich tatsächlich sterben zu können.
Eines Tages entdeckt der dreizehnjährige El Gato mitten im Regenwald ein verlassenes Fußballfeld und trifft dort einen mysteriösen Mann, der dem hochgewachsenen Jungen das Torhüterspiel und alles, was man darüber wissen muss, beibringt. Täglich verbringt der Junge nun die Nachmittage mit seinem rätselhaften Ausbildner, den er Keeper nennt. Seinen Eltern hingegen macht er weis, sich für die Pflanzen und Tiere des Dschungels zu interessieren, um später einmal Naturforscher zu werden. Ein prägendes Erlebnis mit dem Keeper ist die Beobachtung eines Jaguars, der einen kleinen Hirsch reißt und es schafft, beim Sprung auf seine Beute mitten in der Luft die Richtung zu ändern.
Als El Gato 15 wird, nimmt ihn sein Vater mit ins Holzfäller-Camp, wo er zum Mechaniker ausgebildet werden soll. Als die Arbeiter am Samstag nach ihrer Entlohnung am Gelände des Camps ein Fußballspiel veranstalten, springt der Fünfzehnjährige als Tormann ein und verhilft seiner Mannschaft auf Grund seiner außerordentlichen Begabung gleich zum Sieg. Bereits zwei Wochen später tauchen die Besitzerin und der Sportdirektor des Fußballclubs DSJ aus San Juan auf und bieten El Gato einen Zweijahresvertrag samt Verdienst von 10.000 Dollar. Zwar zögern seine Eltern, vor allem seine Mutter, die in ihrem Sohn gerne einen angehenden Biologen gesehen hätte, doch El Gatos Onkel setzt sich schließlich entscheidend dafür ein, dass der Junge zu dem Club kommen darf.
Dort verhilft er der Mannschaft trotz seiner Jugend schon bald zum Meistertitel. Sehr zum Missfallen des bisherigen Reservetormanns, der bei einer Verletzung des Einser-Goalies nicht zum Zug kommt, sondern El Gato den Vortritt lassen muss. Dieser bleibt einige Jahre seinem Verein treu, ehe er nach Italien geht und dort auf Anhieb den Europacup gewinnt. Mit 26 verliert El Gato mit der Nationalmannschaft noch im WM-Halbfinale gegen Frankreich, ehe er vier Jahre später im Finale Deutschland dank Traumparaden im Elfmeterschießen besiegt und dabei den entscheidenden Penalty selbst verwandelt.
Anstatt das sich über die gesamte Nacht erstreckende Interview am nächsten Tag in Faustinos Tageszeitung La Nación zu bringen, ersucht El Gato den Journalisten, seinen Werdegang in Buchform zu veröffentlichen. Lediglich die Meldung, dass er seine Karriere mit sofortiger Wirkung beenden würde, um sich ab sofort dem Schutz des Regenwaldes zu widmen, solle in der Zeitung veröffentlicht werden. Als Faustino diesbezüglich mehrere Telefonate führen muss, entdeckt El Gato zufällig im Archiv des Journalisten ein Fotoalbum mit einem Schwarz-Weiß-Bild, das die Spieler der Nationalmannschaft von 1948 zeigt: Diese galten als das beste Team der damaligen Zeit: Sie werden die ‚Verlorenen‘ genannt, da sie kurz vor dem WM-Finale 1950 offenbar bei einem Flugzeugabsturz über dem Regenwald ums Leben gekommen sind.
In einem der Spieler auf dem Foto erkennt El Gato seinen mysteriösen Ausbildner, den Keeper. Er besucht daraufhin sein Dorf, in dem er aufgewachsen ist, und sucht das im Dschungel verborgene Fußballfeld auf. Dort begegnet er tatsächlich noch einmal dem Keeper – und auch dem Rest der damaligen Nationalmannschaft, die El Gatos mitgebrachten WM-Pokal küssen und durch ihre Hände gehen lassen, sich wie in dem Schwarz-Weiß-Foto nebeneinander aufstellen, ehe sie immer mehr verblassen und sich letztlich in den Schatten des Waldes auflösen.

## Rezeption
Geraldine Brennan schreibt in ihrer Rezension: „Dies ist nicht einfach nur eine Fußballgeschichte. Mal Peet verknüpft südamerikanische Mythen und die Sorge um den Naturraum Dschungel mit einer Gespenstergeschichte. Dazu kommen ein paar philosophische Fragen – Wie fördert man ein Talent? Welche Symbolik steckt in der Rolle des Torhüters? – alles in schlichter Prosa. Fußballfans finden hier jede Menge über ihren Lieblingssport, und all jene, die sich nicht die Bohne für Fußball interessieren, laben sich an den leidenschaftlichen Beschreibungen des Torhöter-Handwerks und der Spielfreude.“ Richard Golz, ehemaliger Torwart des SC Freiburg, über Keeper: „Nichts könnte die Faszination der Torhüterposition besser beschreiben als dieses Buch. El Gato ist der echte, wahre Titan“ John McLay, Rezensent für Kinder- und Jugendliteratur, schreibt über Keeper: „Der beste Fußballroman für Jugendliche, den ich je gelesen habe. Die Geradlinigkeit der Geschichte besitzt große Kraft, der wohl durchdachte Stil ist ein absolutes Vergnügen, die Fußballszenen sind unglaublich packend … exotisch, tiefgründig, literarisch.“ Kathryn Childs schreibt im School Library Journal: „Erst am Ende des Interviews und der Auflösung, wer der Torhüter wirklich ist und worauf er wartet, werden die Leser daran denken, dieses faszinierende Buch aus der Hand zu legen. Peet erfüllt seinen ausdrücklichen Wunsch, ‚eine völlig neue Art von Fußballgeschichte zu schreiben‘, indem er nicht nur die Erfahrung des Spiels einbezieht, sondern die Leser auch mit einem übernatürlichen Geheimnis in einer Geschichte über Beziehungen, Einsamkeit und den Glauben an sich selbst fesselt. Dies ist eine gut geschriebene, rasante Sportgeschichte, die weit mehr als nur den Sport an sich anspricht. Fans der Sportromane von Chris Crutcher werden mit Freude dieses Buch eines neuen und talentierten Autors in die Hand nehmen wollen.“

## Auszeichnungen
Mal Peet erhielt 2004 für Keeper den Branford Boase Award.

## Referenzen
Keeper ist in dem literarischen Nachschlagewerk 1001 Kinder- und Jugendbücher – Lies uns, bevor Du erwachsen bist! für die Altersstufe 12+ Jahre enthalten.

## Ausgaben
- Keeper. Walker Books, UK 2003 (englisch).
- Keeper. Carlsen, Hamburg 2006.